# Туркменистан на Светском првенству у атлетици у дворани 2006.
Туркменистан је учествовао на 11. Светском првенству 2006. одржаном у Москви од 10. до 12. марта.
То је било шесто светско првенство у дворани на којем су учествовали. Репрезентацију је представљала једна атлетичарка који се такмичила у трци на 60 метара.
Такмичарка Туркменистана није освојио ниједну медаљу, а поправила је лични рекорд.

## Учесници
Жене:
- Валентина Назарова — 60 метара

### Жене
| Атлетичарка        | Дисциплина | Лични рекорд | Квалификације | Квалификације | Полуфинале             | Полуфинале             | Финале                 | Финале       | Детаљи |
| Атлетичарка        | Дисциплина | Лични рекорд | Резултат      | Место         | Резултат               | Место                  | Резултат               | Место        | Детаљи |
| ------------------ | ---------- | ------------ | ------------- | ------------- | ---------------------- | ---------------------- | ---------------------- | ------------ | ------ |
| Валентина Назарова | 60 м       |              | 7,78 ЛР       | 6. у гр. 5    | Није се квалификовалао | Није се квалификовалао | Није се квалификовалао | 18 / 19 (20) |        |